# Ksudatsch
Der Ksudatsch (russisch Ксудач) ist ein Schichtvulkan im Süden der Halbinsel Kamtschatka. Fünf ineinander geschachtelte Calderen prägen den Gipfel des Vulkans, der in Russland im Rajon Jelisowo der Region Kamtschatka liegt.

## Lage
Der Ksudatsch ist Teil der Ostkette Kamtschatkas, einer Vulkanzone von etwa 700 Kilometer Länge und rund 80 Kilometer Breite, in der sich fast alle aktiven Vulkane der Halbinsel befinden. Ursache des Vulkanismus ist eine Subduktionszone, in der die pazifische Platte unter die eurasische Platte taucht. Der Vulkan liegt rund 150 Kilometer südsüdwestlich von Petropawlowsk-Kamtschatski, der Hauptstadt Kamtschatkas.

## Aufbau und Ausbrüche
Die ersten Vulkanausbrüche des Ksudatsch fanden vor rund 40.000 Jahren statt. Ausbrüche, bei denen überwiegend Andesit gefördert wurde, gingen von mehreren Eruptionszentren aus. Es entstand ein flaches, als „schildartig“ beschriebenes Vulkangebäude, das aus Lava und Tephra aufgebaut war. Zwei Ausbrüche im späten Pleistozän ließen den Gipfelbereich des Vulkans einstürzen, wobei sich die Calderen I und II bildeten. Erstere hat einen Durchmesser von 10 bis 11 Kilometer. Über diese beiden Eruptionen ist wenig bekannt, da die Vergletscherung des Ksudatsch in der nachfolgenden Kaltzeit die zugehörigen Ascheablagerungen zerstörte.
Im Holozän entstanden die Calderen III, IV und V innerhalb der beiden älteren Calderen:
- Die Caldera III bildete sich bei einem Ausbruch um 7900 v. Chr., bei dem zwischen 1,5 und 2 km³ Tephra gefördert wurde. Die Größe der Caldera wird auf 2 bis 3 Kilometer geschätzt. Dem Ausbruch der Stärke fünf auf dem Vulkanexplosivitätsindex (VEI) ging eine mindestens 1000 Jahre andauernde Phase voraus, in der es zu keinen oder nur schwachen Eruptionen kam.
- Zwei kurz aufeinander folgende Ausbrüche um 5200 und 4900 v. Chr. schufen die Caldera IV mit einer Größe von 5 bis 6 Kilometern. Beide Eruptionen hatten eine VEI-Stärke von fünf; es wurden insgesamt 10 bis 11 km³ Tephra gefördert. Nach dem Einsturz der Caldera entstanden mehrere Lavadome aus Dazit.[3]
- Die Caldera V entstand bei einem Ausbruch um 240 n. Chr., der mit der Eruption des Krakatau 1883 verglichen wird. Der Ausbruch mit einer VEI-Stärke von sechs begann mit kleineren phreatomagmatischen Explosionen. Es folgten plinianische Eruptionen, bei denen eine schätzungsweise 30 bis 36 Kilometer hohe Eruptionssäule aufstieg und rund 15 km³ Tephra gefördert wurden. Zugleich bewegten sich pyroklastische Ströme bis zu 20 Kilometer weit vom Krater weg; ihre Ablagerungen werden auf 3 bis 4 km³ geschätzt. In der zweiten Hälfte der Eruption bildete sich die 4 auf 6,5 Kilometer große Caldera V mit einem Volumen von 6,5 bis 7 km³. Die Asche der Eruption verteilte sich überwiegend nach Norden und ist noch in 1000 Kilometern Entfernung nachweisbar.[4] In Kamtschatka hatte die Eruption erhebliche ökologische Folgen: Auf einer Fläche von 12.000 km² wurde die Vegetation geschädigt; mindestens 400 km² wurden vollständig verwüstet.[5]

Im Gegensatz zu den früheren calderabildenden Eruptionen des Ksudatsch, denen lange Phasen der Ruhe oder nur kleinerer Ausbrüche folgten, kam es rund 100 Jahre nach der Entstehung der Caldera V zu weiteren Ausbrüchen: Lavaströme und mäßige explosive Eruptionen bauten im Norden der Caldera V den Vulkan Stübel (вулкан Штюбеля, auch Stubel und Shtyubel’) auf. Der nach dem deutschen Naturforscher und Vulkanologen Alphons Stübel (1835–1904) benannte Vulkan war um die Jahre 1000 und 1750 Ausgangspunkt zweier Ausbrüche der VEI-Stärke vier, bei denen pyroklastische Ströme beziehungsweise Schlammströme, sogenannte Lahars, entstanden.
Der einzige Ausbruch des Ksudatsch in historischer Zeit fand im März 1907 statt. Dabei blieben im dünn besiedelten Kamtschatka Art und der genaue Ort der Eruptionen unbekannt, bis 1910 eine Expedition den Vulkan aufsuchte. Zu Beginn des Ausbruchs zerstörten zwei kleinere, möglicherweise phreatische Explosionen teilweise einen Lavadom, der den Gipfel des Strübels bildete. Dadurch wurde für das Magma der Weg zur Erdoberfläche frei. Die Druckentlastung löste eine wahrscheinlich mehrere Stunden andauernde plinianische Eruption aus, bei der eine Eruptionssäule mindestens 22 Kilometer hoch aufstieg. Aschefall wurde noch in 1000 Kilometer Entfernung registriert. Nach einer kurzen Ruhephase kam es zu einer überwiegend horizontal gerichteten Explosion, die wahrscheinlich durch den Zutritt von Wasser zum Fördersystems des Vulkans ausgelöst worden war. Die Explosion zerstörte den nordnordöstlichen Teil des Strübels, wodurch Wasser aus einem vorhandenen Kratersee in Kontakt zum Magma kam. Dies löste eine Serie von hydromagmatischen Explosionen aus, wobei sich bis zu 15 Kilometer weit reichende pyroklastische Surges bildeten. Bei der Eruption der VEI-Stärke fünf wurden rund 2,4 km³ Tephra gefördert.
Bei den Ausbrüchen des Ksudatsch im Holozän wurde Basaltandesit und Rhyodazit gefördert. Die abgelagerte Tephra enthält in vielen Einheiten gleichermaßen mafischen und felsischen Bimsstein, was eine intensive Mischung von Gesteinsschmelzen während der Eruptionen nahelegt.

## Gegenwart

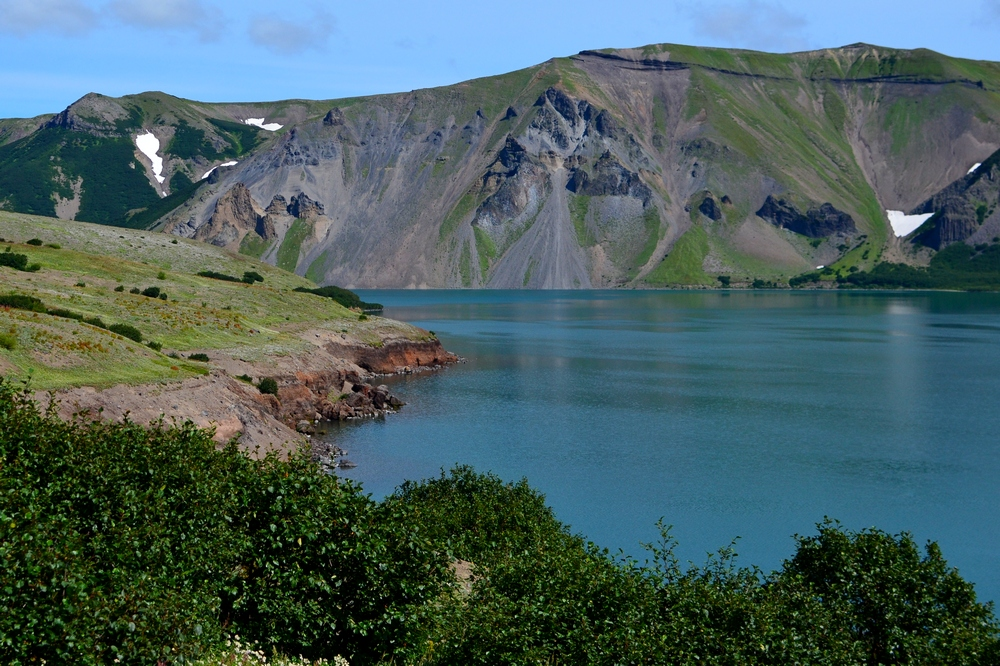
See in der Caldera des Ksudatsch

Der höchste Punkt des Ksudatsch mit 1079 Metern befindet sich am Südrand der Caldera I. In der von steilen Wänden eingefassten Caldera haben sich zwei Seen mit einem Wasserspiegel von 415 Metern über dem Meer gebildet, der Kljutschewoje-See (oзеро Ключевое) im Süden und der Stübel-See (oзеро Штюбеля) im Norden. Eine Bucht des Stübel-Sees füllt den hufeisenförmigen, nach Nordnordosten geöffneten Krater des Vulkans Stübel aus; der See soll im Kraterbereich eine Tiefe von 300 Metern erreichen. Der zum Teil als Tuffkegel, zum Teil als Schlackenkegel klassifizierte Stübel erreicht eine Höhe von 630 Metern über dem Meeresspiegel; beim Ausbruch von 1907 wurden die obersten 100 bis 200 Meter des Kegels zerstört. Am Ufer des Kljutschewoje-Sees befinden sich mehrere Thermalquellen; im Bereich des Stübel-Kraters steigen Gase auf.
Auch in der Gegenwart ist das Gebiet um den Ksudatsch kaum erschlossen. Für Touristen werden Hubschrauberflüge zur Caldera angeboten. Zudem kann der Ksudatsch in mehrtägigen Wanderungen vom Kurilensee (50 Kilometer südwestlich) und von den Vulkanen Mutnowski und Gorely (rund 90 Kilometer nordnordöstlich) erreicht werden. Für die Überwachung des Vulkans ist das Kamchatka Volcanic Eruption Response Team (KVERT), eine Einrichtung der Russischen Akademie der Wissenschaften, zuständig. Zu den möglichen Gefahren, die von einem Ausbruch des Ksudatsch ausgehen können, werden Aschefall in Petropawlowsk-Kamtschatski sowie in der 80 Kilometer südwestlich gelegenen Siedlung Osernowski gezählt. Zudem könnten sich Lahars bilden, insbesondere im Tal des Flusses Tjoplaja (Tёплая), der die Caldera nach Norden entwässert.